# 松尾泰宏
松尾 泰宏（まつお やすひろ、1937年3月17日 - ）は、佐賀県出身の元ボートレーサー。

## 来歴
1961年の第7回モーターボート記念競走（宮島）で四大特別競走・SG級レース初制覇、1979年の第14回鳳凰賞競走（浜名湖）では松野寛を破って17年7ヶ月ぶり のSG2勝目を挙げるなど、瀬戸康孝と共に佐賀と九州を牽引。
1971年には第6回鳳凰賞競走（蒲郡）で弟の幸長が制しており、2021年現在も唯一の兄弟SGレーサーとなっている。
1973年の第19回モーターボート記念競走（下関）では初の兄弟SG優出を果たし話題になったが、優勝は同郷の瀬戸で、泰宏は4着、幸長は5着に終わった。21年後の1994年に児島で行われた第40回モーターボート記念競走でも林通・貢が兄弟SG優出を果たしたが、優勝は同郷の関忠志で、通は4着、貢は5着に終わった。
平成に入っても7点レーサーとして君臨し、特にホームプールの唐津では周年3連覇を含む7勝（1959年, 1962年, 1971年, 1975年・1977年-1978年, 1983年）と無敵を誇った。
1998年7月28日の住之江「一般競走」が最後の優出（4号艇3コース進入で3着）となり、2000年3月13日の戸田一般戦最終日2Rで最後の勝利（5号艇2コースからまくり勝ち）を挙げ、26日唐津一般戦「スポーツニッポン杯争奪戦競走」最終日10Rが最後の出走（1号艇1コース進入から3着）となった。
2009年、ボートレースの殿堂入りを果たした。

## 獲得タイトル
※太字は四大特別競走を含むSG級レース
- 1959年 - 唐津開設6周年記念競走
- 1961年 - 第7回モーターボート記念競走（宮島）
- 1962年 - 唐津開設9周年記念競走
- 1967年 - 徳山開設14周年記念競走
- 1971年 - 唐津開設18周年記念競走
- 1972年 - 下関開設17周年記念競走
- 1975年 - 唐津開設22周年記念競走、下関開設20周年記念競走
- 1977年 - 唐津開設23周年記念競走
- 1978年 - 唐津開設24周年記念競走、若松開設28周年記念競走
- 1979年 - 第14回鳳凰賞競走（浜名湖）、九州地区選手権競走（芦屋）、若松開設29周年記念競走
- 1983年 - 唐津開設29周年記念競走、鳴門開設30周年記念競走

## 親族
弟の幸長も元ボートレーサーで、引退後はスポーツニッポン西部本社評論家を経て、1995年頃から2008年まで14年間も唐津市議会議員を務めた。2012年死去。